# Nacionalni plivački stadion Alfréd Hajós
Nacionalni plivački stadion Alfréd Hajós  je kompleks športskih objekata za vodene športove. Nalazi se na Margitinom otoku u Budimpešti, Mađarska, na adresi 1138 Budapest, Margit-sziget (mađ. izvorni naziv adrese). 

## Povijest
Gradnju je isplanirao poznati mađarski plivač i arhitekt Alfréd Hajós. Početak gradnje bio je 1930. godine i iste je godine dovršen.
Po njemu ovaj športski kompleks nosi ime od 1975. godine. Kompleks je na četiri razine, ima osam bazena, uključujući one za treniranje, ronjenje i natjecateljsko plivanje, kratki i dugi bazeni. Obnavljan je 1983. i 2006. godine.
Mjestom je gdje su se održala ova međunarodna športska natjecanja, svjetska, i europska: Europsko prvenstvo u vodenim športovima 2006., 2010., muško i žensko europsko prvenstvo u vaterpolu 2014. te svjetsko prvenstvo u vodenim športovima 2017. te muškom i ženskom vaterpolu.

## Vanjske poveznice
|  | Zajednički poslužitelj ima još gradiva o temi Nacionalni plivački stadion Alfréd Hajós |